# Berezhany
Berezhany (ucraniano: Бережа́ни; polaco: Brzeżany; yidis: ברעזשאַן Brezhan) es una ciudad de Ucrania, perteneciente al raión de Ternópil en la óblast de Ternópil.
En 2020, la ciudad tenía una población de 18 878 habitantes. Desde 2018 es sede de un municipio con una población total de 26 817 habitantes, que incluye 20 pueblos como pedanías: Baranivka, Bishche, Hynóvychi, Zhóvnivka, Zhúkiv, Zaluzhzhia, Komarivka, Krasnopushcha, Kuropátnyky, Lisnyký, Nadrichne, Pidlisne, Plíjiv, Poruchyn, Posújiv, Potútory, Rai, Urman, Shýbalyn y Yasné.
Se ubica a orillas del río Zolota Lipa, a medio camino entre Ternópil y Stry sobre la carretera E50.

## Historia
Se conoce la existencia del pueblo desde 1445. En 1530, Segismundo I Jagellón el Viejo le otorgó el Derecho de Magdeburgo. Fue propiedad de varias familias nobles polacas hasta que en los siglos XVI-XVIII quedó en manos de los Sieniawski, quienes construyeron aquí el Castillo Berezhany, considerado una de las mejores fortificaciones del actual oeste de Ucrania. En la partición de 1772 se incorporó al Imperio Habsburgo, que en 1789 estableció aquí un instituto de educación secundaria. En 1909 se abrió una línea de ferrocarril de Berezhany a Leópolis.
En 1919 pasó a formar parte de la Segunda República Polaca y en 1939 se integró en la RSS de Ucrania. Antes de la Segunda Guerra Mundial, era un shtetl en el que los judíos formaban la tercera parte de la población; durante la guerra, casi todos los judíos de Berezhany fueron asesinados. Entre 2015 y 2020, Berezhany estuvo separada administrativamente de su distrito al constituirse como ciudad de importancia regional; en 2020, tanto la ciudad como el distrito pasaron a formar parte del actual raión de Ternópil.

## Clima
| Parámetros climáticos promedio de Berezhany (1981–2010) | Parámetros climáticos promedio de Berezhany (1981–2010) | Parámetros climáticos promedio de Berezhany (1981–2010) | Parámetros climáticos promedio de Berezhany (1981–2010) | Parámetros climáticos promedio de Berezhany (1981–2010) | Parámetros climáticos promedio de Berezhany (1981–2010) | Parámetros climáticos promedio de Berezhany (1981–2010) | Parámetros climáticos promedio de Berezhany (1981–2010) | Parámetros climáticos promedio de Berezhany (1981–2010) | Parámetros climáticos promedio de Berezhany (1981–2010) | Parámetros climáticos promedio de Berezhany (1981–2010) | Parámetros climáticos promedio de Berezhany (1981–2010) | Parámetros climáticos promedio de Berezhany (1981–2010) | Parámetros climáticos promedio de Berezhany (1981–2010) |
| Mes                                                     | Ene.                                                    | Feb.                                                    | Mar.                                                    | Abr.                                                    | May.                                                    | Jun.                                                    | Jul.                                                    | Ago.                                                    | Sep.                                                    | Oct.                                                    | Nov.                                                    | Dic.                                                    | Anual                                                   |
| ------------------------------------------------------- | ------------------------------------------------------- | ------------------------------------------------------- | ------------------------------------------------------- | ------------------------------------------------------- | ------------------------------------------------------- | ------------------------------------------------------- | ------------------------------------------------------- | ------------------------------------------------------- | ------------------------------------------------------- | ------------------------------------------------------- | ------------------------------------------------------- | ------------------------------------------------------- | ------------------------------------------------------- |
| Temp. máx. media (°C)                                   | -0.1                                                    | 1.4                                                     | 6.2                                                     | 13.8                                                    | 19.8                                                    | 22.3                                                    | 24.3                                                    | 23.9                                                    | 18.7                                                    | 13.1                                                    | 5.9                                                     | 0.8                                                     | 12.5                                                    |
| Temp. media (°C)                                        | -3.1                                                    | -2.1                                                    | 2.0                                                     | 8.5                                                     | 14.0                                                    | 16.8                                                    | 18.7                                                    | 17.9                                                    | 13.3                                                    | 8.2                                                     | 2.6                                                     | -1.9                                                    | 7.9                                                     |
| Temp. mín. media (°C)                                   | -6.0                                                    | -5.2                                                    | -1.6                                                    | 3.7                                                     | 8.5                                                     | 11.7                                                    | 13.5                                                    | 12.8                                                    | 8.7                                                     | 4.2                                                     | -0.3                                                    | -4.6                                                    | 3.8                                                     |
| Precipitación total (mm)                                | 30.0                                                    | 35.3                                                    | 37.3                                                    | 42.2                                                    | 67.9                                                    | 80.5                                                    | 80.8                                                    | 71.7                                                    | 54.1                                                    | 41.9                                                    | 36.0                                                    | 37.5                                                    | 615.4                                                   |
| Días de precipitaciones (≥ 1.0 mm)                      | 8.9                                                     | 8.8                                                     | 8.2                                                     | 7.7                                                     | 10.1                                                    | 10.7                                                    | 9.9                                                     | 9.1                                                     | 8.4                                                     | 7.1                                                     | 8.7                                                     | 9.5                                                     | 107.1                                                   |
| Humedad relativa (%)                                    | 84.7                                                    | 83.4                                                    | 79.4                                                    | 73.0                                                    | 73.0                                                    | 75.4                                                    | 76.3                                                    | 77.6                                                    | 80.7                                                    | 82.1                                                    | 85.8                                                    | 86.8                                                    | 79.9                                                    |
| Fuente: World Meteorological Organization               |                                                         |                                                         |                                                         |                                                         |                                                         |                                                         |                                                         |                                                         |                                                         |                                                         |                                                         |                                                         |                                                         |